# Víkend
Víkend (z anglického week – týden, end – konec, tedy konec týdne) je označení pro dva poslední dny v týdnu – sobotu a neděli.
Již od starověku se vyskytuje sedmidenní týden, kdy je po šesti dnech práce jeden den věnován odpočinku. V judaismu tento model vychází z mýtu stvoření světa v Genesis, kde Bůh sedmého dne odpočíval. Křesťanství jej přejalo a den odpočinku ze soboty (šabat) přesunulo na neděli, která byla dnem vzkříšení Ježíše Krista. Teprve ve 20. století se začal vlivem socialistických myšlenek prosazovat pětidenní pracovní týden a nedělní volno bylo rozšířeno i na sobotu. V Česku byl pětidenní pracovní týden zaveden vyhláškou ministerstva práce z 29. září 1968. Zavádění bylo postupné, navíc se až do roku 1990 vyhlašovaly několikrát za rok pracovní soboty.

## Víkend v Perském zálivu
V některých zemích nepřipadá víkend na sobotu a neděli ale na jiné dny. V oblasti Perského zálivu připadal víkend na čtvrtek a pátek, v roce 2006 přesunuly Spojené arabské emiráty víkend na pátek a sobotu. V roce 2013 je následovala Saúdská Arábie a poté většina zemí v oblasti. Od 1. ledna 2022 připadne v SAE víkend na sobotu a neděli a bude zaveden čtyřapůldenní pracovní týden – pátek, islámský svatý den, bude pracovně půldenní. Důvodem změny je přizpůsobení světovým trhům, usnadnění podnikání mezinárodních společností a zvýšení počtu dní, k obchodování se zbytkem světa.

## Prodloužený víkend
Jako prodloužený víkend se označuje situace, kdy na pátek nebo na následující pondělí připadá nějaký svátek, který je zákonem stanoven jako tzv. den pracovního klidu. Vzniká tak volno, které je delší než dva dny.
Tato situace nastává každoročně v Česku pravidelně pouze o Velikonocích, kdy se slaví Velký pátek a Velikonoční pondělí. Delší prodloužené víkendy mohou nastat v období 3.–8. července (až čtyři dny) a o Vánocích (až pět dnů). Nejdelší souvislé volno v délce pěti dnů nastává, pokud Štědrý den připadne na pondělí nebo středu.